# Phase Nowotny

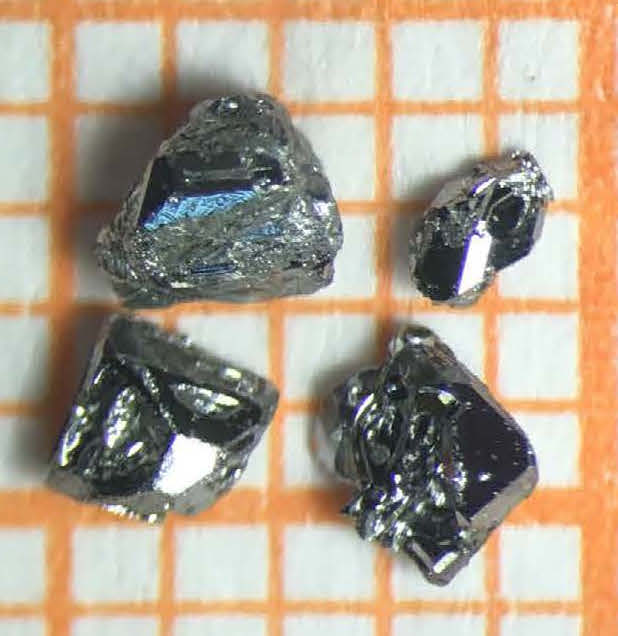
Cristaux Cr_{11}Ge_{19}

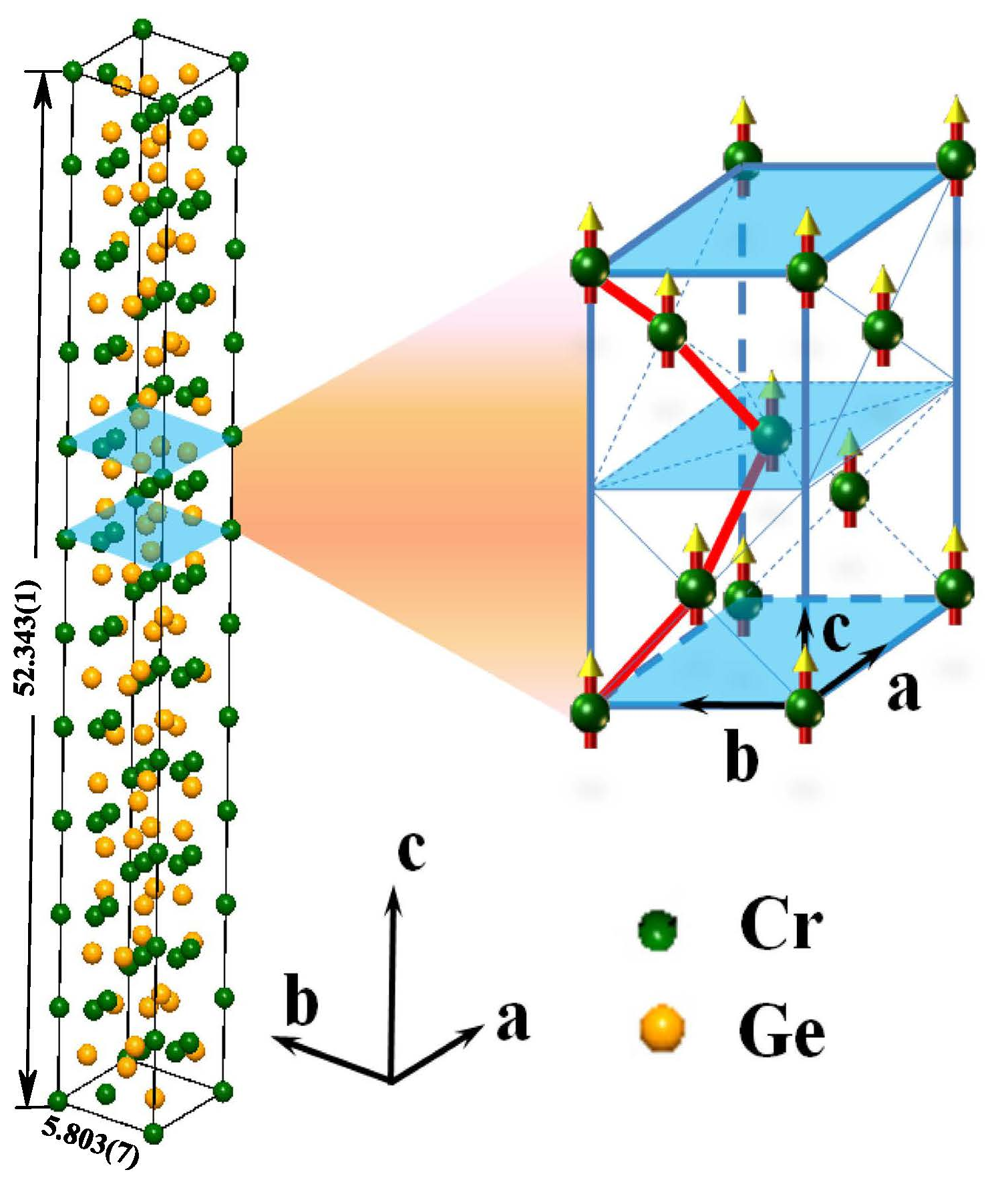
Structure en treillis Cr_{11}Ge_{19}

En chimie inorganique, une phase d'échelle de cheminée de Nowotny (phase NCL pour (en) Nowotny chimney ladder phase) ou simplement phase Nowotny est une structure cristalline intermétallique particulière trouvée dans certains composés binaires. Elle se présente généralement sous forme tétragonale et se compose de deux sous-réseaux distincts. Le premier est un réseau tétragonal d’atomes de métaux de transition, généralement du groupe 4 au groupe 9 du tableau périodique, qui contient le deuxième du groupe principal, généralement du groupe 13 (groupe du bore) ou du groupe 14 (groupe du carbone). Les atomes de métaux de transition forment une cheminée avec une chaîne hélicoïdale en zigzag. Les éléments du groupe principal forment une échelle en spirale à l’intérieur de l’hélice du métal de transition.
La phase porte le nom de l'un des premiers chercheurs du domaine, l'Autrichien Hans Nowotny,,. Les composés RuGa2, Mn4Si7, Ru2Ge3, Ir3Ga5, Ir4Ge5, V17Ge 31, Cr11Ge19, Mn11Si19, Mn15Si26, Mo9Ge16, Mo13Ge23, Rh10Ga17 et Rh17Ge22 font partie de ceux qui ont cette propriété. 
Dans la structure RuGa2, les atomes de ruthénium de la cheminée sont espacés de 329 pm. Les atomes de gallium forment une spirale autour de la cheminée de ruthénium avec une distance intra-hélicoïdale Ga–Ga de 257 pm. La vue perpendiculaire à l'axe de la cheminée est celle d'un réseau hexagonal avec des atomes de gallium occupant les sommets et des atomes de ruthénium se trouvant au centre. Chaque atome de gallium se lie à cinq autres atomes de gallium formant une géométrie bipyramide trigonale déformée. Les atomes de gallium portent une charge positive et les atomes de ruthénium ont une charge formelle de −2 (couche 4d remplie). 
Dans Ru2Sn3, les atomes de ruthénium forment une spirale autour de l'hélice interne d'étain. En deux dimensions, les atomes de Ru forment un réseau tétragonal, les atomes d'étain apparaissant sous forme d'unités triangulaires dans les canaux du Ru. 

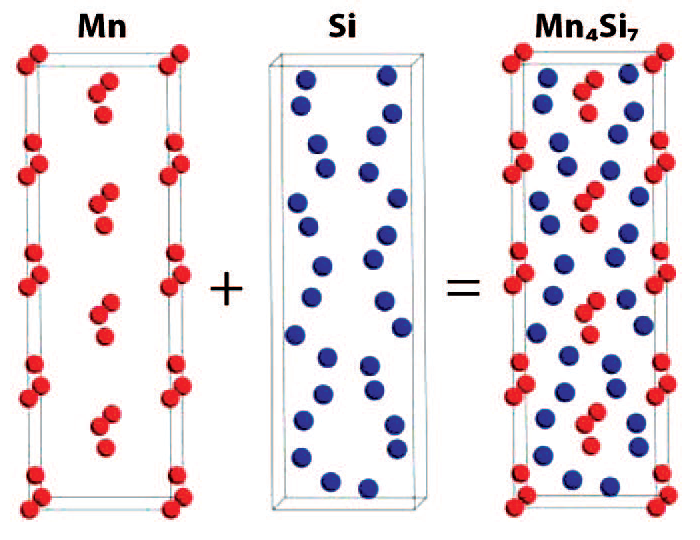
Mn_{4}Si_{7} est une structure de phase Nowotny

L'apparition d'une phase LCP[Quoi ?] peut être prédite par la règle dite « des 14 électrons ». Le nombre total d'électrons de valence par atome de métal de transition est de 14,,.